# Joanna Kozłowska (śpiewaczka operowa)
Joanna Kozłowska (ur. w 1959 w Poznaniu) – polska śpiewaczka operowa, sopran.

## Edukacja
Jest absolwentką Liceum Muzycznego w Poznaniu im. Mieczysława Karłowicza oraz Akademii Muzycznej im. Ignacego Jana Paderewskiego. Naukę muzyki rozpoczęła od gry na wiolonczeli, później na fortepianie. Po zakończeniu nauki w szkole średniej rozpoczęła naukę śpiewu w Akademii Muzycznej im. Ignacego Jana Paderewskiego. Po studiach uczestniczyła w kursie mistrzowskim prowadzonym w Weimarze przez Hannelore Kuhse (1985) oraz w Zurychu prowadzonym przez Elisabeth Schwarzkopf (1986).

## Działalność artystyczna
W roku 1984 została zaangażowana do Teatru Wielkiego im. Stanisława Moniuszki w Poznaniu, z którym była ściśle związana do roku 1998.
Międzynarodową karierę rozpoczęła w styczniu 1986 roku wykonując partię Liù w Royal Opera House Covent Garden w Londynie. Później występowała w teatrach operowych Europy i Ameryk, wykonując pierwszoplanowe partie m.in. w: Teatro alla Scala w Mediolanie, La Fenice w Wenecji, Opernhaus w Zurychu, wiedeńskiej Staatsoper, monachijskiej Bayerische Staatsoper, berlińskiej Deutsche Oper, paryskim Théâtre du Châtelet, brukselskim Théâtre de la Monnaie, Teatro Colón w Buenos Aires, Nowym Jorku, Atlancie, Los Angeles i in. Występowała również na festiwalu mozartowskim w Salzburgu i Maggio Musicale Fiorentino. Poza partiami operowymi wykonywała działa oratoryjno-kantatowe, m.in. w wiedeńskiej Musikverein, paryskiej Salle Pleyel, Tonhalle w Zurychu, Davies Hall w San Francisco, Filharmonii Narodowej w Warszawie, Konzerthaus w Berlinie, Lotte Konzert Hall w Seulu, Suntory Hall w Tokio. Współpracowała z wieloma dyrygentami, m.in. Riccardo Mutim, Lorinem Maazelem, Nello Santim, Davidem Zinmanem, Jeffreyem Tate'em, Vladimirem Fedosejevem, Antonim Witem, Grzegorzem Nowakiem, Kazimierzem Kordem, Marcello Viottim, Carlo Rizzim. Szczegółowy spis teatrów, repertuar, recenzje z przedstawień, galeria zdjęć znajdują się na oficjalnej stronie śpiewaczki.

## Pedagogika
Nie zaprzestając działalności artystycznej w roku 2007 Joanna Kozłowska rozpoczęła nauczanie śpiewu solowego w Akademii Muzycznej w Poznaniu.
W lutym 2013 roku otrzymała stopień doktora habilitowanego sztuki muzycznej w dyscyplinie artystycznej wokalistyka na Uniwersytecie Muzycznym im. Fryderyka Chopina w Warszawie. Od września 2016 do marca 2019 roku prowadziła klasę śpiewu solowego w Keimyung University w Daegu w Korei Południowej.

## Odznaczenia i nagrody
- 1985 – I nagroda na Międzynarodowym Konkursie Wokalnym Benson and Hedges w Londynie
- 1985 – Medal Młodej Sztuki
- 1986 – II nagroda na Międzynarodowym Konkursie Wokalnym w Rio de Janeiro
- 1995 – Brązowy Krzyż Zasługi przyznany przez Prezydenta RP[3]
- 2000 – Odznaczenie Akademii Muzycznej w Poznaniu za osiągnięcia w dziedzinie sztuki śpiewaczej
- 2002 – „Medal Wielce Zasłużonym dla Kultury”, przyznany przez Marszałka Województwa Wielkopolskiego
- 2013 – Nagroda Rektorska III stopnia (Akademia Muzyczna im. I.J. Paderewskiego w Poznaniu)[4]
- 2014 – Odznaka honorowa Zasłużony dla Kultury Polskiej, przyznana przez Minister Kultury i Dziedzictwa Narodowego Małgorzatę Omilanowską (legitymacja nr 8673)
- 2016 – Srebrny Medal za Długoletnią Służbę, przyznany przez Prezydenta Rzeczypospolitej Polskiej (legitymacja nr 244-2016-39)

## Dyskografia
- Wolfgang Amadeus Mozart – duet „Là ci darem la mano” z opery „Don Giovanni”, w: José van Dam – 30 Years at La Monnaie / De Munt, Cypres Records CYP8603 Joanna Kozłowska – sopran, José van Dam – baryton, Orkiestra i Chór Teatru Królewskiego de la Monnaie w Brukseli, Sylvain Cambreling – dyrygent;
- Joanna Kozłowska – Arie: Puccinii Verdi: Joanna Kozłowska – sopran, Orkiestra Symfoniczna Filharmonii Poznańskiej, Grzegorz Nowak – dyrygent, CD Accord ACD135-2;
- Stanisław Moniuszko – Pieśni religijne: Joanna Kozłowska – sopran, Jadwiga Rappé – alt, Jarosław Malanowicz – organy, CD Accord ACD097-2;
- Giuseppe Verdi – Trubadur (Il Trovatore), opera w czterech aktach Wykonawcy: Joanna Kozłowska – Leonora, Marjana Lipovsek- Azucena, Janez Lotrič – Manrico, Michael Kraus – Luna, Alfred Burgstaller – Ferrando, Mateja Arneż – Ines, Matjaż Stopinsek – Ruiz, Orkiestra Filharmonii Słoweńskiej, Chór Filharmonii Słoweńskiej, Marko Letonja – dyrygent, SF 900034-5;
- „Zweistimmige Lieder”: Felix Mendelssohn-Bartholdy, Johannes Brahms, Robert Schumann, Stanisław Moniuszko, Gioacchino Rossini, Jacques Offenbach Joanna Kozłowska – sopran, Ewa Podleś – kontralt, Jerzy Marchwiński – fortepian, ISR 002;
- Pieśń romantyczna: Mieczysław Karłowicz, Reinhold Glier, Siergiej Rachmaninow, Giuseppe Verdi, Francis Poulenc Joanna Kozłowska – sopran, Andrzej Tatarski – fortepian, ISR 001;
- Fryderyk Chopin – Pieśni Joanna Kozłowska – sopran, Waldemar Malicki – fortepian, CD Accord ACD051
- Henryk Mikołaj Górecki – III Symfonia op.36 „Symfonia pieśni żałosnych” Joanna Kozłowska – sopran, Orkiestra Symfoniczna Filharmonii Warszawskiej, Kazimierz Kord – dyrygent, Philips 442-441-2
- Wolfgang Amadeus Mozart – Udana Ogrodniczka (La finta giardiniera) Wykonawcy: Joanna Kozłowska – Sandrina, Ugo Benelli – Podestà, Marek Torzewski – Belfiore, Malvina Major – Arminda, Lani Poulson – Ramiro, Elżbieta Szmytka – Serpetta, Russel Smythe – Nardo, Orkiestra Teatru Królewskiego de la Monnaie w Brukseli, Sylvain Cambreling – dyrygent, Ricercar RIS 066045-47